# Adidas Grand Prix
Adidas Grand Prix (dawniej Reebok Grand Prix) – mityng lekkoatletyczny rozgrywany w ramach cyklu diamentowej ligi (do 2009 roku zawody wchodziły w skład IAAF Grand Prix). Mityng rozgrywany jest rokrocznie na Icahn Stadium w Nowym Jorku.

## Rekordy świata
W przeszłości na mityngu Adidas Grand Prix ustanowiono dwa rekordy świata, które ustanowili Usain Bolt w 2008 roku na 100 metrów (9,72) oraz Meseret Defar w 2006 roku na 5000 metrów (14:24,53).